# Stratfield Saye
Stratfield Saye est une paroisse civile et un village du Hampshire, en Angleterre.